# Urodasys anorektoxys
Urodasys anorektoxys är en djurart som tillhör fylumet bukhårsdjur, och som beskrevs av Todaro, Bernhard och William D. Hummon 2000. Urodasys anorektoxys ingår i släktet Urodasys och familjen Macrodasyidae. Inga underarter finns listade i Catalogue of Life.